# Love Is Blind (Låpsley)
Love Is Blind is een nummer van de Britse zangeres Låpsley uit 2016. Het is de vijfde single van haar debuutalbum Long Way Home.
"Love Is Blind" is een indiepopnummer dat gaat over een uitgedoofde relatie. Het nummer flopte in Låpsley's thuisland het Verenigd Koninkrijk, maar in België werd het wel een bescheiden hit. De plaat bereikte de 43e positie in de Vlaamse Ultratop 50, waarmee het minder succesvol was dan voorganger Hurt Me.